# Ковыкино (5 км)
Ковыкино (5 км) — деревня в Глебовском сельском округе Глебовского сельского поселения Рыбинского района Ярославской области.
Ковыкино — одна из четырёх деревень, выстроеных по возвышенности вдоль междуречья текущих на север реки Юга, и её левых притоков. В деревне Мархачево, стояшей на дороге Рыбинск—Глебово, на расстоянии 1,5 км западнее пересечения с рекой Юга, начинается просёлочная дорога на север, следующая на расстоянии 1,5-2 км западнее реки Юга, и соединяющая деревни Окатово, Ковыкино, Заднево и Осорино. Севернее Осорино эта дорога выходит на берег залива Рыбинского водохранилища, недалеко от устья реки Юга. Вдоль дороги и деревень — поля, шириной от 500 м до 2 км, которые окружены лесами, частично заболоченными .
Деревня М. Кавыкина указана на плане Генерального межевания Рыбинского уезда 1792 года. Деревня Кавыкино (6 км) на этой карте обозначена как Бол. Кавыкина. 
На 1 января 2007 года в деревне числился 1 постоянный житель . Почтовое отделение, расположенное в селе Глебово, обслуживает в деревне Ковыкино 11 домов .